# Daydream World Tour
The Daydream World Tour fue la segunda gira musical de la cantautora estadounidense Mariah Carey. Incluye conciertos en Asia y Europa, para promover su álbum de estudio, Daydream. La gira se inició en Japón el 7 de marzo de 1996 y finalizó en Inglaterra junio del mismo año. Se trata de su primera gira donde no visita su tierra natal, los Estados Unidos.
El tour fue realizado en honor a su álbum Daydream que gracias a este consiguió tres sencillos número uno en los Estados Unidos: Fantasy, One Sweet Day y Always Be My Baby. 
El tour resultó un gran éxito para la artista, sobre todo en Japón, ya que las entradas para los 3 conciertos en el Tokyo Dome se vendieron en solamente 3 horas, con un aproximado de 150.000 entradas vendidas (récord que más tarde fue batido por su gira precedente, el Butterfly World Tour).
Es considerada la gira con el escenario más grande usado por Carey en un espectáculo, dividido en tres secciones, la central con dos plataformas y unas grandes escaleras con una pantalla gigante al fondo y a los dos costados del escenario, una gran estructura que se iluminaba según transcurría el show.

## Repertorio
1. "Daydream Interlude" (Fantasy Sweet Dub Mix) (Introduction)
2. "Emotions"
3. "Open Arms"
4. "Forever"
5. "I Don't Wanna Cry"
6. "Fantasy"
7. "Always Be My Baby"
8. "Ain't Nobody" (Band introductions)
9. "One Sweet Day"
10. "Underneath the Stars"
11. "Without You"
12. "Make It Happen"
13. "Just Be Good to Me"
14. "Dreamlover"
15. "Vision of Love"
16. "Hero"
17. "Anytime You Need a Friend"
18. "Anytime You Need a Friend" (C+C Club Mix) [Outro]

Notas:
- " All I Want for Christmas Is You " se presentó como bis en Japón

## Fechas del Tour
| Asia                |           |              |                                  |
| 7 de marzo de 1996  | Tokio     | Japón        | Tokyo Dome                       |
| 10 de marzo de 1996 | Tokio     | Japón        | Tokyo Dome                       |
| 14 de marzo de 1996 | Tokio     | Japón        | Tokyo Dome                       |
| Europa              |           |              |                                  |
| 14 de junio de 1996 | Frankfurt | Alemania     | Festhalle                        |
| 17 de junio de 1996 | Róterdam  | Países Bajos | Ahoy Rotterdam                   |
| 20 de junio de 1996 | París     | Francia      | Palais Omnisports de Paris-Bercy |
| 23 de junio de 1996 | Londres   | Reino Unido  | Wembley Arena                    |

## Emisiones y grabaciones
Los vídeos musicales de las canciones «Forever» y «Underneath the Stars» fueron grabados durante los shows, el primero en Japón y el segundo en los Países Bajos, aunque este último nunca llegó a publicarse.
Además, fueron emitidas las actuaciones de "Fantasy", "Always Be My Baby", "Underneath the Stars," "Make It Happen", "Dreamlover", "Hero", y "Anytime You Need a Friend" durante el especial de Carey en Fox Mariah Carey: New York to Tokyo.
- Datos: Q902819